# Halanatha, Kanakapura
Halanatha là một làng thuộc tehsil Kanakapura, huyện Ramanagara, bang Karnataka, Ấn Độ.